# La Cabaneta
La Cabaneta (en catalán y oficialmente sa Cabaneta) es una localidad española perteneciente al municipio de Marrachí, en la parte suroccidental de Mallorca, comunidad autónoma de las Islas Baleares. En este núcleo se encuentra el ayuntamiento de Marrachí. 

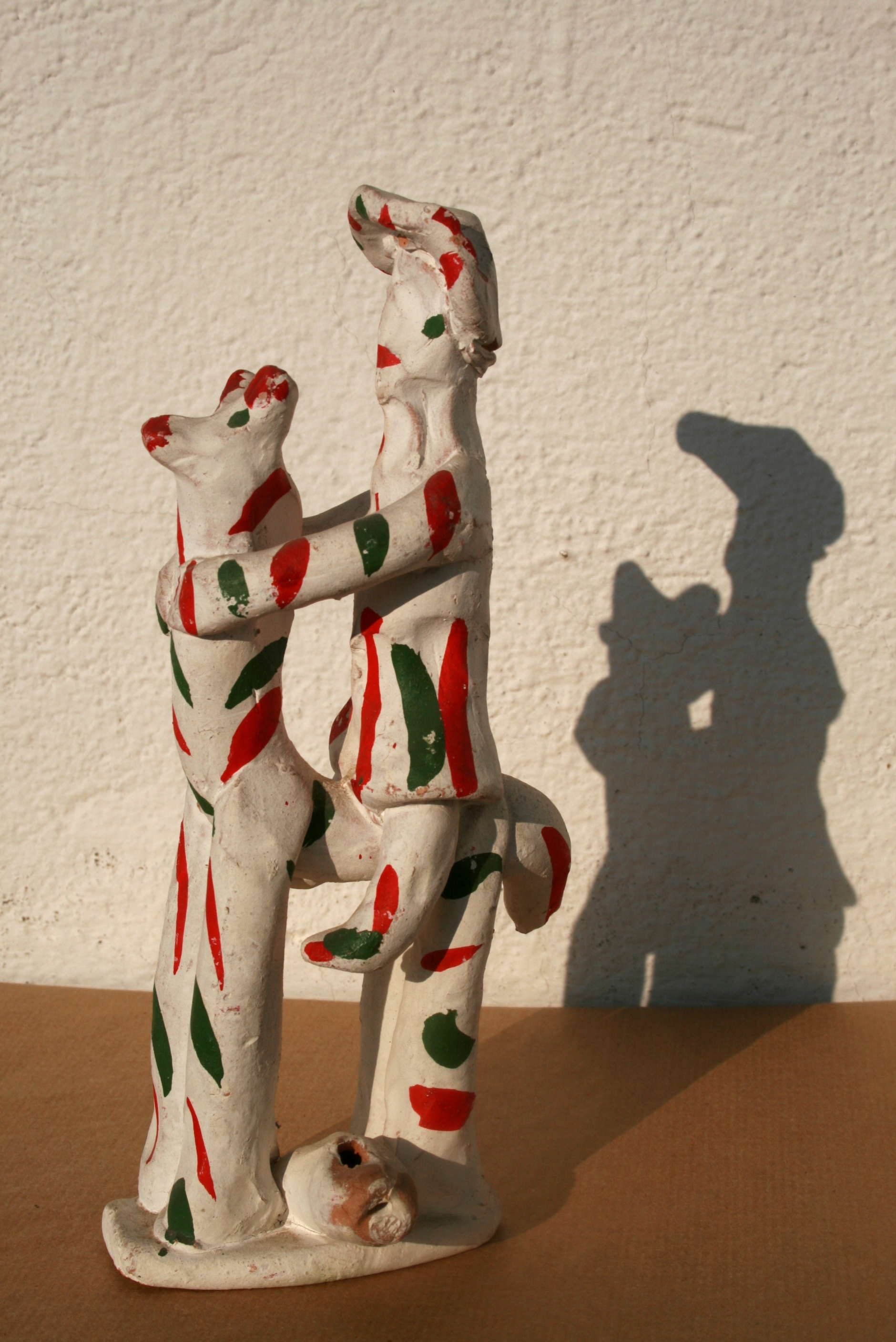
Un siurell mallorquín.

En La Cabaneta, al igual que en Pórtol, se ha desarrollado una de las tradiciones alfareras mallorquinas de más peso etnográfico, la fabricación de las figuras denominadas siurells, son el mayor de sus atractivos así como es la cuna de una de las bebidas más tradicionales de la isla de Mallorca, el Ron Amazona, bebida con más de cincuenta años de historia creado por la familia Cañellas en una pequeña destilería del pueblo.

## Fiestas
- San Marcial: Se celebra el 30 de junio.

## Demografía
Evolución de la población
| Gráfica de evolución demográfica de La Cabaneta entre 2000 y 2017  |
|                                                                    |
| Población de derecho (2000-2017) según el padrón municipal del INE |

## Instalaciones y Servicios
- Ayuntamiento
- Juzgado de Paz
- Centro Social y Lúdico Es Campet
- Museo del Barro
- IES Sant Marçal